# Oratorio di Santa Croce (Pari)
L'oratorio di Santa Croce è un edificio sacro situato a Pari, frazione del comune di Civitella Paganico.

## Storia e descrizione
Sede della compagnia omonima ricordata fin dal 1548 e anche della compagnia dei Santi Fabiano e Sebastiano.
È stato parzialmente recuperato dopo anni di abbandono. Sulla parete centrale è collocato il dipinto raffigurante la Madonna col Bambino tra i Santi Fabiano e Sebastiano di Marco Bigio, pittore attivo intorno alla metà del Cinquecento, allievo del Sodoma.